# Betegek kenete
A betegek kenete egy régi zsidó szokás formáiból kialakult keresztény szertartás. A római katolikusok a hét szentség részeként említik. Korábban utolsó kenet volt a neve.

## Története
Régi zsidó hagyomány a haldoklótól elbúcsúzni, illetve viaskodását jelenléttel megkönnyíteni. Ilyenkor olajjal való megkenést alkalmaztak. Az Újszövetségben Márk evangélista leírja, hogy amikor a tizenkét apostol először kapott felhatalmazást a gyógyításra és ördögűzésre Jézustól (Mk 6.7-13), akkor azt olajjal való megkenéssel végezték, noha Krisztus ezt nem kérte tőlük. A gyógyítás másik módja volt a szavakkal történő ráhatás (MT 8-13; 9.6; Mk 9.25; 10.52). A Jakabnak tulajdonított levélben írtak szerint az egyház elöljáróit kell hívni a beteghez, hogy imádkozzanak felettük, és kenjék meg olajjal. A hitből származó ima megmenti, megszabadítja, és az Úr talpra állítja a beteget. Az apostoli korban a testi-lelki felépülést tekintették feladatuknak. A karoling korban a szentségi kenetet csak halálos betegnek adták fel. Így a hangsúly eltolódott a lélek túlvilági sorsára. A trentói zsinat és a második vatikáni zsinat újra az eredeti elgondolást tartalmazza, amely a testi-lelki üdvösséget célozza.

## Célja
- A lélek egészsége. Amely mentes minden csüggedéstől, túlzott aggodalomtól, öncélú szorongástól és rettegés a testi egészségtől.
- A lélek erőssége, önmagunktól való lemondás és halálba menekülés ellen.
- A kenet felülről jövő vigasztalás, mely feloldja a végső bűnbánatot.
- Készséggel fogadjuk el akár a halált, vagy a gyógyulást, Isten akaratát.
- A kegyelmet növelni.

## Kiszolgáltatója
- Püspök
- Áldozópap

## Kiszolgáltatható
- Betegeknél, halálos betegeknél, nem életveszélyes betegeknél, akik saját lábon mennek a templomba és kérik, eszméletlen betegeknél, akik feltehetően kérnék, ha eszméletüknél volnának, komoly műtét előtt.
- Nem szolgáltatható ki nem betegeknél. Így bombázáskor, kivégzéskor sem.